# Brûlon

Brûlon este o comună în departamentul Sarthe, Franța. În 2009 avea o populație de 1,522 de locuitori.